# Universiteit van Wales
De Universiteit van Wales (Welsh: Prifysgol Cymru; Engels: University of Wales) is een confederale universiteit die opgericht werd in 1893. Het beschikt over verschillende gemachtigde onderwijsinstellingen verspreid over heel Wales. Dit gaat van jonge universiteiten zoals de Universiteit van Wales in Newport en hogeronderwijsinstellingen zoals het Instituut van de Universiteit van Wales in Cardiff en de Glyndŵr-universiteit, tot de oudste Welshe universiteit van Lampeter en andere negentiende-eeuwse vestigingen zoals de Aberystwyth-universiteit en de Bangor-universiteit. De universiteit biedt ook onderwijs aan in het buitenland en telt meer dan 10.000 studenten.
De kanselier van de Universiteit van Wales is de Prins van Wales en de prokanselier is de aartsbisschop van Wales, Dr. Barry Morgan. De vice-kanselier is professor Marc Clement.

## Geschiedenis
De Universiteit van Wales werd opgericht in 1893 in Wales als een federale universiteit met drie stichtende colleges: de University College Wales (nu de Aberystwyth-universiteit), die opgericht werd in 1872 en de University College North Wales (nu de Bangor-universiteit) en de University College South Wales and Monmouthshire (nu de Cardiff-universiteit) die opgericht werden na het Aberdare Report in 1881. Voorafgaand aan de oprichting van de federale universiteit bereidden deze drie colleges de studenten voor op de examens van de Universiteit van Londen. Een vierde college, Swansea (nu de Universiteit van Swansea), werd eraan toegevoegd in 1920 en in 1931 werd de Welsh School of Medicine opgericht in Cardiff. In 1967 trad de Welsh College of Advanced Technology toe tot de federale universiteit waarbij het werd omgedoopt tot de Universiteit van Wales Instituut voor Wetenschap en Technologie (UWIST), eveneens in Cardiff. In 1971 hief de oudste diploma-uitreikende onderwijsinstelling van Wales St David's College (nu de Universiteit van Wales, Trinity Saint David) haar diploma-uitreikende bevoegdheden op en trad vervolgens toe tot de Universiteit van Wales. Als gevolg van een financiële crisis op het einde van de jaren tachtig waren de UWIST en de University College Cardiff genoodzaakt tot een fusie over te gaan in 1988. Deze leidde tot de vorming van de University of Wales College Cardiff (UWCC). In 1992 verloor de universiteit haar positie als de enige universiteit in Wales op het moment dat de Polytechnic of Wales tot Universiteit van Glamorgan werd omgevormd. 
Tot in 1996 bestond de universiteit uit colleges. Daarna zorgde een herstructurering voor een dubbel gelaagde structuur met onderwijsinstellingen als samenstellende leden. Dit had de bedoeling het Cardiff-instituut voor Hoger Onderwijs (dat het Universiteit van Wales Instituut, Cardiff (UWIC) werd) en het Gwent-college voor Hoger Onderwijs (dat het Universiteit van Wales College, Newport (UWCN) werd) in de structuur op te nemen. De bestaande colleges werden samenstellende onderwijsinstellingen en de twee nieuwe instellingen werden universiteitscolleges. In 2003 werden beide colleges volwaardige samenstellende instellingen en in 2004 kreeg UWCN de toelating van het Privy Council van het Verenigd Koninkrijk om haar naam te veranderen in Universiteit van Wales, Newport.
De Cardiff-universiteit en de University of Wales College of Medicine (UWCM) werden op 1 augustus 2004 samengevoegd. Deze nieuwe instelling met de naam Cardiff-universiteit was op die manier geen samenstellende instelling meer en ging nu tot een nieuwe categorie van 'Geaffilieerde/Verbonden Instellingen' behoren. Terwijl de nieuwe instelling diploma's van de Universiteit van Wales in de geneeskunde en andere verwante domeinen bleef uitdelen, ontvingen studenten die naar Cardiff gingen vanaf 2005 om andere richtingen te studeren, diploma's van de Cardiff-universiteit.
Op hetzelfde moment traden vier nieuwe instellingen toe tot de universiteit: de North East Wales Institute of Higher Education (NEWI), de Swansea Institute of Higher Education, de Trinity College, Carmarthen  en de Royal Welsh College of Music & Drama. Dit gebeurde op 27 juli 2004. De laatstgenoemde verliet de universiteit vervolgens wel in januari 2007. Nog een aantal veranderingen werden doorgevoerd in september 2007 toen de universiteit omschakelde van een federale naar een confederale structuur met onafhankelijke instellingen. Dit gaf deze individuele instellingen, die een universiteitsstatus verwierven, de mogelijkheid om zelf de titel van universiteit te dragen. Het gaat meer bepaald om de Aberystwyth-universiteit, de Bangor-universiteit, de Glyndwr-universiteit, de Swansea Metropolitan-universiteit en de Swansea-universiteit.
In november 2008 beslisten de Aberystwyth- en Bangor-universiteit om hun bevoegdheid uit te oefenen om studenten in te schrijven voor studies met een diploma van de eigen universiteit zelf. De Swansea-universiteit bevestigde ook dat het die keuze zou maken.

## Gemachtigde onderwijsinstellingen
| College                                  | Opgericht | Niet-gegradueerde studenten | Post-graduele studenten | Plaats                 | Vice-Kanselier             |
| ---------------------------------------- | --------- | --------------------------- | ----------------------- | ---------------------- | -------------------------- |
| Aberystwyth University                   | 1872      | 8450                        | 2570                    | Aberystwyth            | Noel G. Lloyd              |
| Bangor University                        | 1884      | 9500                        |                         | Bangor                 | Professor Merfyn Jones     |
| Glyndŵr University                       | 2008      | 6000                        |                         | Wrexham                | Professor Michael Scott    |
| University of Wales, Newport             | 1975      | 7525                        | 1850                    | Newport                | Dr Peter Noyes             |
| University of Wales Institute, Cardiff   | 1996      | 9275                        |                         | Cardiff                | Professor Antony J Chapman |
| Swansea Metropolitan University          | 2008      |                             |                         | Swansea                | Professor David Warner     |
| University of Wales, Trinity Saint David | 2010      |                             |                         | Lampeter en Carmarthen | Dr Medwin Hughes           |

In september 2007 deden drie universiteiten een aanvraag voor een verandering in hun Koninklijke Charters. Ze willen de bevoegdheid om zelf diploma's uit te reiken in plaats van diploma's van de Universiteit van Wales. De Aberystwyth-universiteit, de Bangor-universiteit en de Swansea-universiteit reiken nu allemaal hun eigen diploma's uit.
De Universiteit van Wales, Trinity Saint David beschikte reeds over de bevoegdheid om diploma's uit te reiken. Deze werd tijdelijk opgeheven op het moment dat het toetrad tot de Universiteit van Wales in 1971. Tegenwoordig reikt deze universiteit diploma's van de Universiteit van Wales uit, maar kan het wel eigen Licenties en Diploma's uitdelen.

### Geaffilieerde onderwijsinstellingen
De Cardiff-universiteit was ooit een volwaardig lid van de universiteit, maar verliet alsnog de instelling. Vervolgens ging het over tot een fusie met de University of Wales College of Medicine. Cardiff deelt haar eigen diploma's uit aan studenten die sinds 2005 werden ingeschreven, buiten inzake geneeskunde en verwante domeinen die nog steeds onder de bevoegdheid van de Universiteit van Wales vallen.

### Gevalideerde onderwijsinstellingen
Deze instellingen zijn niet gemachtigd door de universiteit, maar beschikken toch over enkele van hun richtingen die door hen gevalideerd zijn. (Instellingen)